# Distrito Capital (Venezuela)
El Distrito Capital (antiguamente llamado Distrito Federal) es una entidad federal, que junto a los veintitrés estados y las Dependencias federales, forman la República Bolivariana de Venezuela. Se encuentra ubicada en la zona de la cordillera de la Costa (centro norte del país), en la Región Capital. Forma parte de la ciudad de Caracas, que además es capital de la república. En el Distrito Capital, tienen asiento los Poderes Públicos Nacionales. Esta entidad posee rango federal y la competencia de organizar dicho territorio; tiene una organización política particular. Tiene una superficie de 433 km² y contiene la parte occidental del Distrito Metropolitano de Caracas.
Posee un único municipio autónomo (Libertador) y veintidós parroquias civiles como lo son El Recreo, Catedral, Caricuao, entre otras. Tiene una población estimada para el año 2023 de 3 523 959 habitantes, según el Instituto Nacional de Estadística, lo que lo convierte en la 4.ª entidad más poblada de Venezuela después del estado Zulia, el estado Miranda y el estado Carabobo, lo que supone una densidad demográfica de 4817,20 habs./km². El municipio Libertador del Distrito Capital, junto con los municipios Baruta, El Hatillo, Sucre y Chacao, del estado Miranda, conforma el denominado Distrito Metropolitano de Caracas, la mayor aglomeración urbana del país.

## Historia
La ciudad de Caracas fue fundada en 1567, y en 1576 se estableció allí el primer gobernador de la provincia de Venezuela, también llamada provincia de Caracas. El área de la provincia se extendió progresivamente como resultado de la expansión de los poblados de Caracas de 1872.
En 1777 se creó la Capitanía General de Venezuela con jurisdicción sobre las provincias de Cumaná, Guayana, Maracaibo, Margarita y Trinidad. En 1821, la provincia de Caracas, junto con la de Barinas, integraron el Departamento de Venezuela, uno de los tres en que quedó dividido el territorio venezolano mientras formó parte de la Gran Colombia.
Caracas fue capital del Departamento de Venezuela hasta 1830 y luego de la separación de la Gran Colombia se convirtió en capital de la República de Venezuela. En 1848 el Congreso Nacional creó las Provincias de Aragua y Guárico con parte del territorio de la provincia de Caracas. En el año 1863, con el triunfo federal, la provincia se convirtió en Estado Caracas y muy poco tiempo después, en 1864, provisionalmente, se creó el Distrito Federal con el territorio de los cantones de Caracas, La Guaira y Maiquetía.
El resto del territorio fue convertido en el Estado Bolívar con Petare como capital. Cuatro años más tarde el Distrito Federal fue disuelto y su territorio pasó a integrar el Estado Bolívar pero en 1872 fue restablecido, aunque mantuvo su carácter provisional. En 1901 el Distrito Federal quedó conformado por la ciudad de Caracas y las parroquias foráneas de El Valle, El Recreo, Antímano, Macarao, La Guaira, Maiquetía y Macuto y dejó de tener carácter provisional.
Formó parte de la antigua provincia de Caracas. El 29 de febrero de 1864 la Asamblea Constituyente de la Federación erigió provisionalmente al Distrito Federal. Su territorio estaba comprendido entre Caracas, Maiquetía y La Guaira del antiguo estado Caracas (1863).
La primera Ley Orgánica para el Distrito Federal se promulgó el 29 de mayo de 1894. En la Constitución de 1901 se estableció que los estados debían ceder a la Nación la ciudad de Caracas y las parroquias foráneas de El Valle, El Recreo, Antímano (que contenía a la actual Caricuao), Macarao, La Guaira, Maiquetía y Macuto para organizar el Distrito Federal. En 1909, se dispuso que el Distrito Federal estaría conformado por el Departamento Libertador y el Departamento Vargas. En 1986 se promulga la Ley Orgánica del Distrito Capital en la cual se dispone que el Distrito Federal comprende dos municipios: Libertador y Vargas. En 1998, se crea el Estado Vargas (actualmente La Guaira) con el territorio que le correspondía al municipio Vargas, quedando el territorio del Distrito Federal reducido al municipio Libertador.
Desde el año 2000 la ciudad de Caracas integra el Distrito Metropolitano, que incluye no solo territorio del Distrito Capital sino también los municipios Baruta, El Hatillo, Sucre y Chacao del estado Miranda.

## Población
Debido a factores de diversa índole, la ciudad de Caracas se ha convertido en el centro dominante de las actividades políticas, administrativas, económicas, financieras, de servicios asistenciales y educacionales del país. Esta condición ha favorecido el proceso migratorio hacia la entidad, hasta el punto de alcanzar una población de 3 523 959 habitantes para el año 2023. La ciudad de Caracas conforma la mayor concentración urbana del país.

### Demografía
| #  | Parroquia      | Superficie (km²) | Población (hab.) | Densidad (hab./km²) |
| -- | -------------- | ---------------- | ---------------- | ------------------- |
| 1  | Sucre          | 58,3             | 612.255          | 6.846,50            |
| 2  | El Valle       | 31,1             | 261.117          | 4.958,80            |
| 3  | Caricuao       | 24,8             | 248.200          | 6.902,10            |
| 4  | La Vega        | 12,9             | 219.206          | 11.362,40           |
| 5  | El Recreo      | 18,1             | 214.500          | 5.936,90            |
| 6  | Antímano       | 29,5             | 214.437          | 5.279,90            |
| 7  | El Paraíso     | 10,4             | 198.830          | 11.298,10           |
| 8  | Santa Rosalía  | 6,1              | 190.282          | 19.524,80           |
| 9  | San Juan       | 3,8              | 177.947          | 26.517,60           |
| 10 | La Pastora     | 7,6              | 149.980          | 11.833,70           |
| 11 | 23 de enero    | 2,5              | 148.990          | 33.792,40           |
| 12 | San Pedro      | 6,7              | 122.000          | 9.373,40            |
| 13 | La Candelaria  | 1,2              | 111.088          | 53.544,20           |
| 14 | Coche          | 13               | 109.830          | 4.510,60            |
| 15 | Macarao        | 131,4            | 100.217          | 388,5               |
| 16 | El Junquito    | 56               | 93.800           | 842,3               |
| 17 | San Agustín    | 1,7              | 83.200           | 27.929,40           |
| 18 | Altagracia     | 3,7              | 67.700           | 11.095,70           |
| 19 | San José       | 2,6              | 66.982           | 14.823,10           |
| 20 | San Bernardino | 9,9              | 59.621           | 2.641,80            |
| 21 | Santa Teresa   | 0,8              | 45.000           | 25.467,50           |
| 22 | Catedral       | 1,0              | 28.777           | 5.539,00            |
| *  | Total          | 433,1            | 3.523.959        | 8.136,6             |

## Política y gobierno

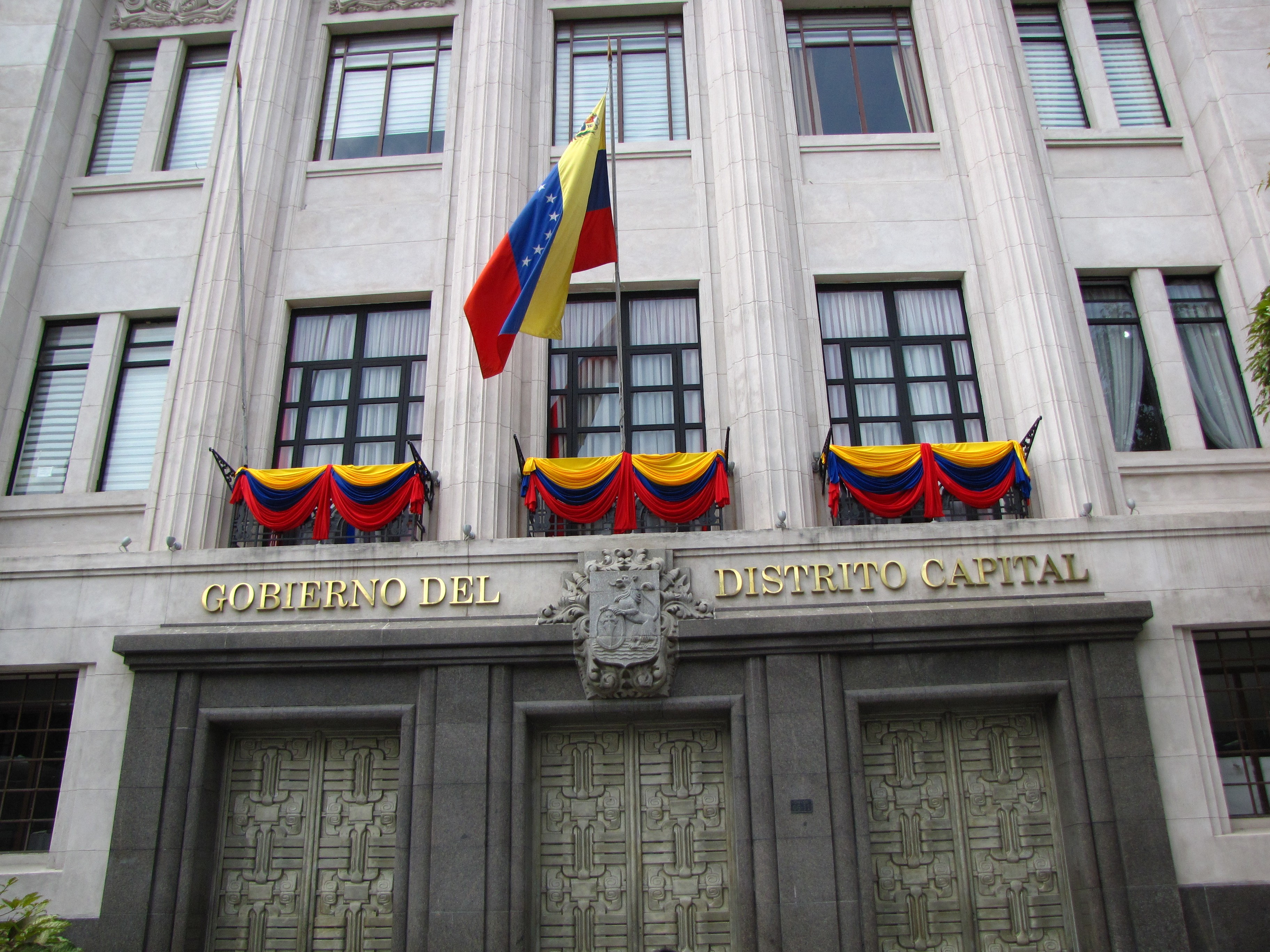
Edificio del Gobierno del Distrito Capital

El Distrito Capital, como sede de los Poderes de la Nación, tiene un estatus distinto al de los Estados, Dependencias y Territorios Federales de Venezuela. Se rige por la Ley Especial sobre la Organización y Régimen del Distrito Capital aprobada el 7 de abril de 2009 por la Asamblea Nacional, promulgada por el presidente el 13 de abril de 2009 y publicada en la Gaceta Oficial 6.663 del día siguiente. Este texto legal le da al Distrito el mismo sistema de gobierno del antiguo Distrito Federal.
Su organización es competencia del Poder Nacional según lo establecido en el artículo 156 numeral 10 de la Constitución de Venezuela de 1999:

Artículo 156. Es de la competencia del Poder Público Nacional:
...
10. La organización y régimen del Distrito Capital y de las dependencias federales.

Se le considera un territorio que no pertenece a ningún estado en particular, sino a la República como tal, ya que, al ser la sede de todos los poderes del poder público nacional, no es considerado correcto que un estado posea el privilegio sobre los demás de albergar la capital de la República. Por ello, para respetar la igualdad entre las entidades federales, la capital de la nación está fuera del dominio de los demás estados del país, asemejándose a la tradición del régimen federal.
Por estas razones, su administración es diferente a la de las demás entidades federales del territorio nacional. Por ejemplo, en sus funciones ejecutivas no posee gobernador, sino que dicha función es ejercida por el Ejecutivo Nacional (Presidente de la República) al ser el jefe del Estado; sin embargo, designa un jefe de Gobierno que lo representa en la administración del gobierno distrital, cumpliendo funciones legales y civiles. Tampoco posee una legislatura propia, sino que depende de las resoluciones que emanan de la Asamblea Nacional.
En teoría, el Distrito capital puede estar conformado por varios municipios dependiendo de las necesidades locales, sin embargo, actualmente está formado en su totalidad por un solo municipio: el Municipio Libertador de Caracas, siendo considerado como el único que realmente alberga a la ciudad de caracas como tal, sin contar con su área metropolitana.
A pesar de ello, el municipio Libertador de Caracas, junto a los circunvecinos municipios de Baruta, Chacao, El Hatillo y Sucre del Estado Miranda, formaba parte de la asociación municipal llamada Distrito Metropolitano de Caracas, el cual era la institución que coordinaba el área metropolitana de la capital hasta el 2017; sin embargo, nunca dependió del Distrito Capital.
El Distrito Capital maneja el situado constitucional y un subsidio de capitalidad, tiene personalidad jurídica propia y patrimonio propio.

### Función Ejecutiva
Según el artículo 3 de la nueva ley del Distrito Capital, aprobada en el año 2008, la función ejecutiva es ejercida por el Jefe de Gobierno en nombre del Ejecutivo Nacional, siendo designado por libre nombramiento y remoción por el Presidente de la República, como intermediario del Poder Ejecutivo Nacional con el Gobierno del Distrito Capital.
| Jefe de Gobierno         | Período                                    | Partido Gobernante | Comentarios |
| ------------------------ | ------------------------------------------ | ------------------ | --- |
| Jacqueline Faría         | 14 de abril de 2009                        | PSUV               | Designada por el presidente Hugo Chávez. Ratificada por Nicolás Maduro en 2013.                                                        |
| Ernesto Villegas         | 13 de octubre de 2014                      | PSUV               | Designado por el presidente Nicolás Maduro hasta que fue escogido como candidato a diputado en las internas del PSUV de julio de 2015. |
| Juan Carlos Dugarte      | 26 de mayo de 2015                         | PSUV               | Designado por el presidente Nicolás Maduro en sustitución de Ernesto Villegas.                                                         |
| Daniel Aponte            | 6 de enero de 2016 - 29 de enero de 2017   | PSUV               | Designado por el presidente Nicolás Maduro en sustitución de Juan Carlos Dugarte.                                                      |
| Carolina Cestari         | 29 de enero de 2017 - 21 de junio de 2017  | PSUV               | Designado por el presidente Nicolás Maduro.                                                                                            |
| Antonio Benavides Torres | 21 de junio de 2017 - 5 de enero de 2018   | PSUV               | Designado por el presidente Nicolás Maduro.                                                                                            |
| Carolina Cestari         | 5 de enero de 2018 - 29 de enero de 2020   | PSUV               | Designado por el presidente Nicolás Maduro.                                                                                            |
| Darío Vivas              | 29 de enero de 2020 - 13 de agosto de 2020 | PSUV               | Designado por el presidente Nicolás Maduro.                                                                                            |
| Jacqueline Faría         | 13 de agosto de 2020 - 28 de enero de 2021 | PSUV               | Designado por el presidente Nicolás Maduro.                                                                                            |
| Nahum Fernández          | 28 de enero de 2021 - actualidad           | PSUV               | Designado por el presidente Nicolás Maduro.                                                                                            |

### Función Legislativa
Según el artículo 3 de la ley del Distrito Capital la función legislativa la ejerce directamente la República a través de la Asamblea Nacional de Venezuela.

Artículo 3. El régimen especial del Distrito Capital es un sistema de gobierno constituido por órgano ejecutivo ejercido por un Jefe o Jefa de Gobierno y la función legislativa estará a cargo de la Asamblea Nacional

Mapa del Distrito Capital, entidad federal que ocupa la misma superficie del Municipio Libertador de Caracas.

En lo que respecta a la representación en la Asamblea Nacional, el Distrito Capital es representado en igualdad de condiciones que cualquier otro Estado. En 2020, el Distrito Capital eligió 13 diputados, siendo 8 diputados por elección nominal y 5 diputados por lista electoral. Los diputados a la Asamblea Nacional son representantes directos que tiene una Entidad federal por voto popular de sus electores, contemplado en el Art. 203 de la Constitución Nacional.

#### Diputados a la Asamblea Nacional

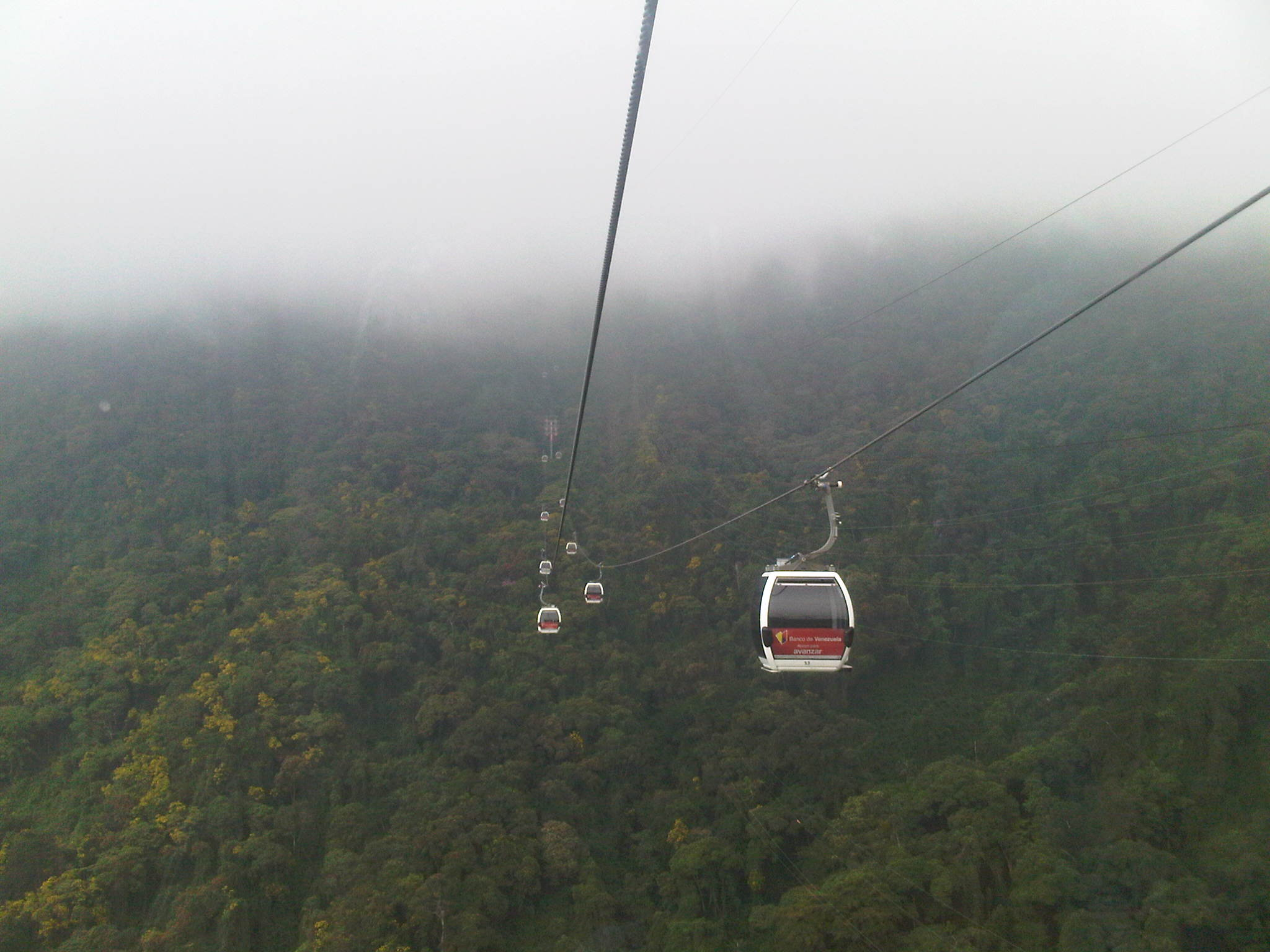
Parque nacional El Ávila en el sector de Maripérez, Municipio Libertador

#### Diputados a la Asamblea Nacionalpor el Distrito Capital:
Periodo 2021-2026
| Diputados:               | Partido político / Alianza |
| ------------------------ | -------------------------- |
| Jorge Rodríguez Gómez    | PSUV                       |
| Fidel Ernesto Vásquez    | PSUV                       |
| Carolina Cestari         | PSUV                       |
| María Rosa Jiménez       | PSUV                       |
| Carmen Centeno Zerpa     | PSUV                       |
| Albino José Bracho       | PSUV                       |
| Juan Carlos Alemán       | PSUV                       |
| Rigel Sergent            | PSUV                       |
| Antonio Benavides Torres | PSUV                       |
| Carlos Mogollón          | PSUV                       |
| Pedro Infante            | PSUV                       |
| Alexander Vargas         | PSUV                       |
| Rubén Limas              | ALIANZA / AD               |

## Geografía
El Distrito Capital ocupa la extensión total de su única división administrativa: el Municipio Bolivariano Libertador. Esta identidad se encuentra dividida en 22 parroquias, convirtiéndose en uno de los municipios más urbanizados. Ocupa las zonas del oeste y centro de Caracas.  

### Límites

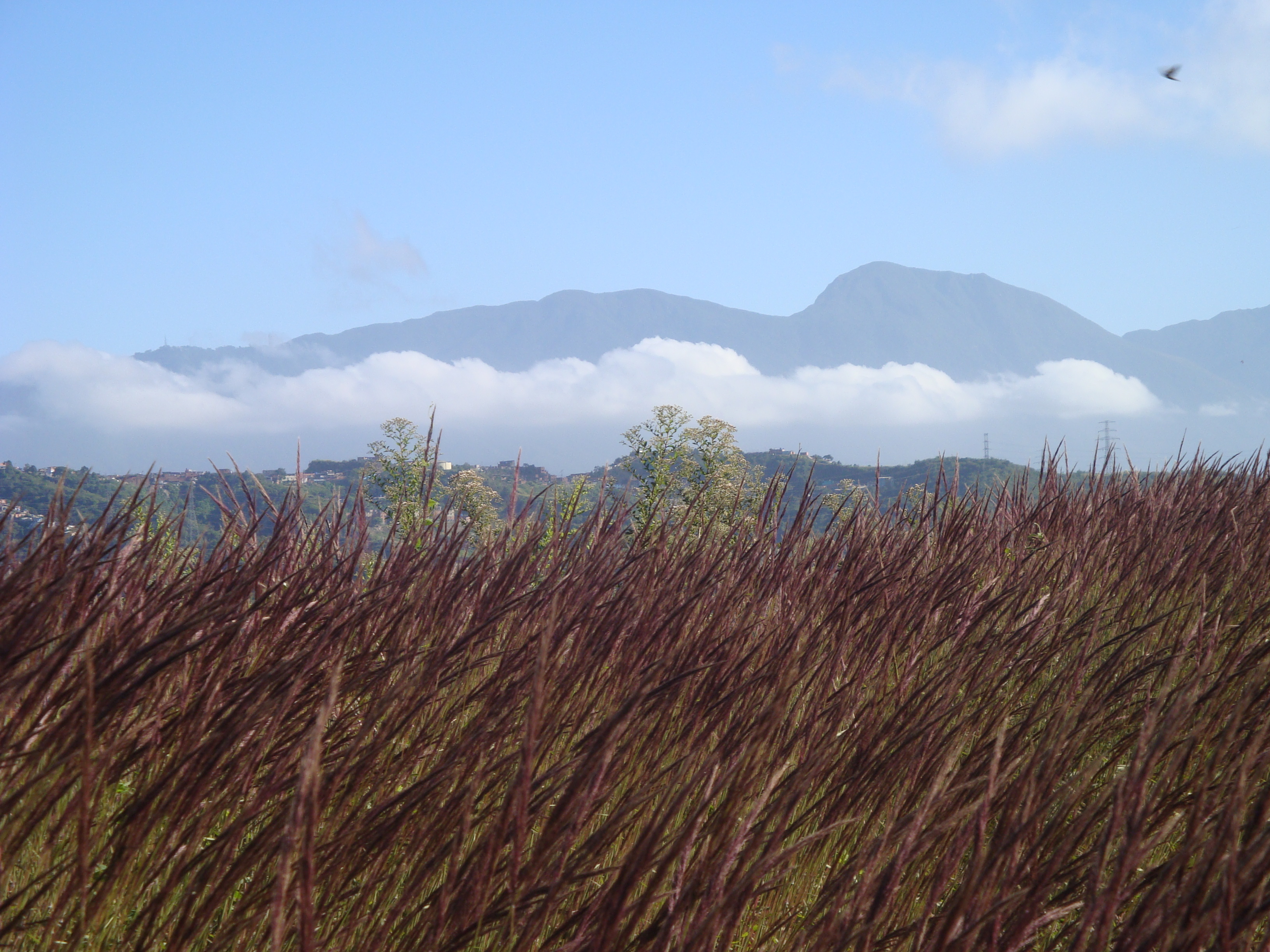
Paisaje de Caricuao en el Municipio Libertador

El antiguo Distrito Federal de Venezuela, fue el precursor de lo que actualmente conocemos como Distrito Capital (según el artículo 4 de la Ley Especial Sobre la Organización y Régimen del Distrito Capital). Debido a que solo fue un cambio de nombre de esta jurisdicción, sus límites permanecen inalterados. Esta entidad está compuesta por el
Municipio Libertador de Caracas, el cual está compuesto por 22 parroquias. Cabe destacar lo siguiente:

Artículo 4 Límites: Los límites del Distrito Capital son los que le correspondían al extinto Distrito Federal a la fecha de entrada en vigencia de la Constitución de la República Bolivariana de Venezuela y que comprende el territorio del actual Municipio Bolivariano Libertador.

## Economía
La ciudad de Caracas al ser la capital constitucional de Venezuela concentra una gran cantidad de actividades económicas: en su casco histórico central se encuentran las funciones básicas de los poderes Ejecutivo, Legislativo y Judicial de la Nación, a los que se agregan importantes actividades educacionales, bancarias, comerciales, industriales y de todo tipo de servicios.
Un alto porcentaje de su población activa trabaja en actividades del sector público, al ser asiento permanente de la Presidencia de la República, de la totalidad de los Ministerios y entes estatales, de la Asamblea Nacional, del Tribunal Supremo de Justicia, y de la Contraloría General, Fiscalía General y Procuraduría General de la República. Además, aquí tiene su sede el Estado Mayor Conjunto de la Fuerza Armada Nacional y diversas instituciones del Ejército, Armada, Fuerza Aérea y Guardia Nacional.

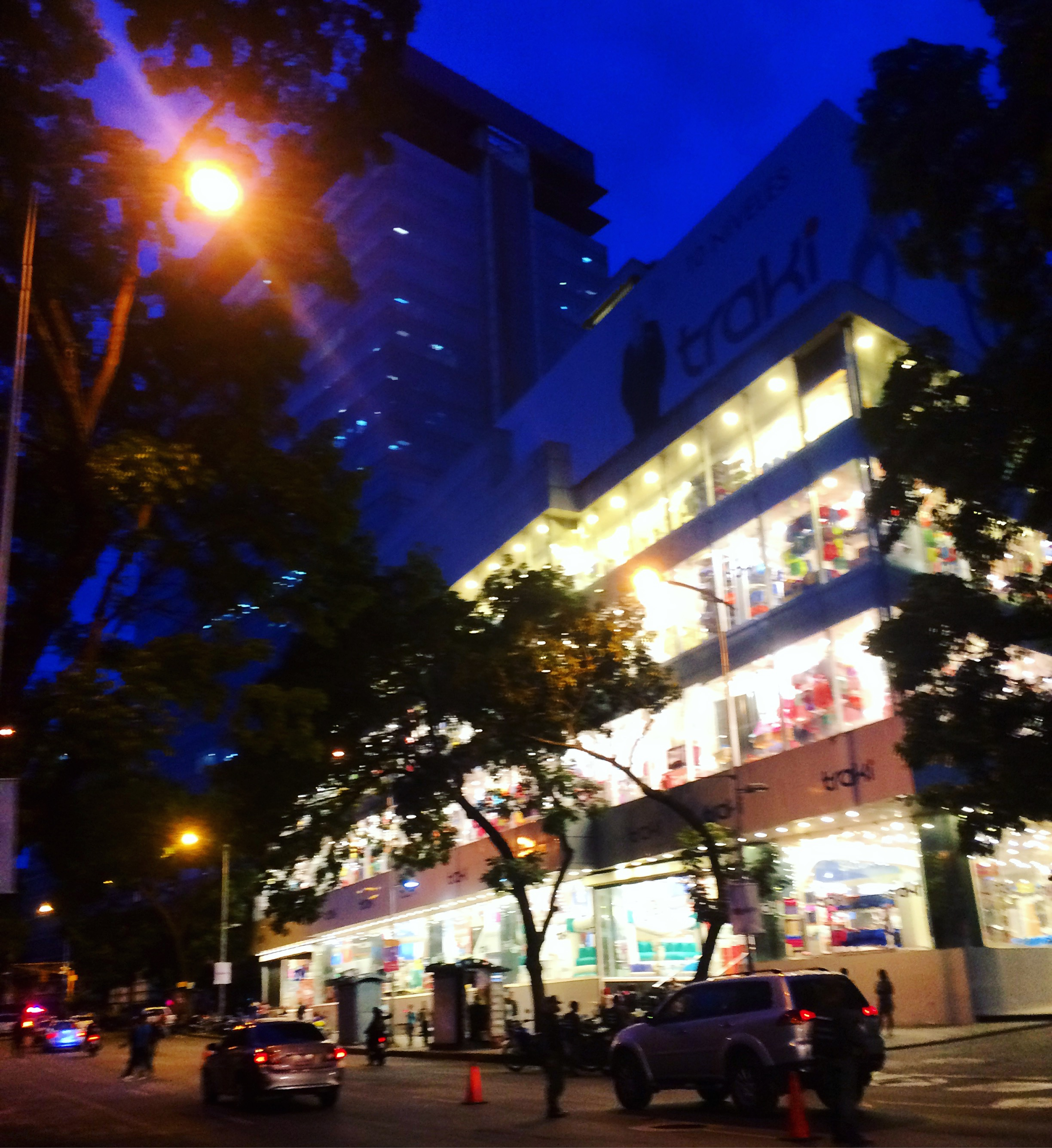
Área comercial de Sabana Grande, Distrito Capital

Otro tipo de actividades se generan por ser Caracas la metrópoli financiera nacional con la sede del Banco Central de Venezuela, Bolsa de Valores, sede de la mayoría de las casas matrices de los bancos nacionales, institucionales financieras, de seguros y cajas de ahorro y préstamo de Venezuela. Un número grande de trabajadores de la industria cultural se encuentra en Caracas por ser asiento de las instituciones de mayor influencia cultural nacional, como la Universidad Central de Venezuela, Universidad Simón Bolívar, Universidad Católica Andrés Bello, Universidad Nacional Experimental Simón Rodríguez, Universidad Bolivariana de Venezuela, Universidad Pedagógica Experimental Libertador y varias otras universidades privadas, academias nacionales, colegios profesionales, canales televisivos, radioemisoras, periódicos de circulación nacional y editoras. Asimismo las manufacturas industriales mantienen una gran significación por su alto volumen de producción, como también las actividades comerciales mayoristas, minoristas e informales.
- Recursos económicos:

1. Agrícolas: Apio, café, cambur, ocumo y yuca.
2. Cría: Avícola, bovino y porcino.

- Recursos Forestales: Aceituno, araguaney, caoba, ceiba, cují, jobo y mahomo.
- Recursos Minerales: Caliza y mármol.

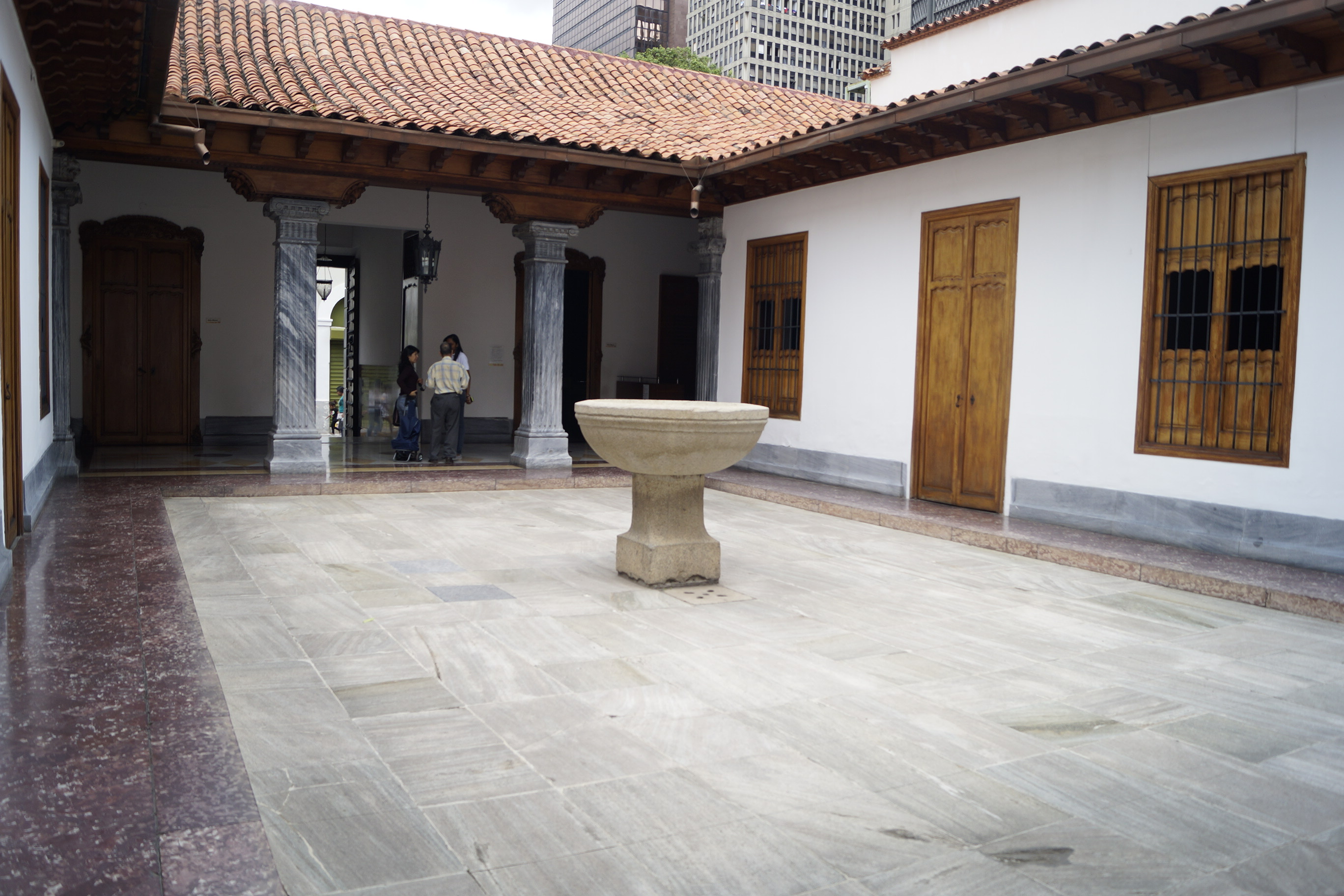
Casa natal del Libertador Simón Bolívar

## Cultura

### Artesanía
La artesanía típica se basa en el tejido (tapices, servilletas, manteles, bordados), los trabajos en cuero (correas y monederos), el trabajo en metal (lámparas, pulseras, collares, medallones y gargantillas).
Además, en Caracas hay modistos, orfebres y todo tipo de artistas que presentan colecciones de sus trabajos en todo momento.

### Folklore
Caracas, como ciudad cosmopolita, ha sufrido una transformación de sus costumbres folclóricas. Las más características son:
- El carnaval.
- La Burriquita.
- Semana Santa.
- El día de la Resurrección.
- La Quema de Judas.
- En Navidad los aguinaldos, parrandas y las patinatas después de las misas de aguinaldo.

Además, todo el folklore nacional encuentra en la ciudad capital grupos y movimientos que día a día lo hacen recordar y renacer.

### Gastronomía
En el Distrito Capital, debido a la influencia de las corrientes migratorias, es frecuente encontrar las especialidades culinarias de diversas regiones venezolanas, conjuntamente con las de otros países.
- Pabellón criollo: Para prepararlo se usa la caraota negra, arroz blanco, carne mechada y tajadas de plátano maduro fritos.
- Escabeche: Pescado frito a la vinagreta.
- Hervido de pescado fresco: Variación de este consomé, caracterizada por llevar apio amarillo.
- El tropezón: Consiste en caraotas blancas con pedazos de cochino.
- Empanadas de carne y queso: Pastel de harina de maíz blanco o amarillo frito relleno de carne molida o mechada o queso.
- Polenta: Especie de pastel salado caliente de harina de maíz y guiso de pollo o cochino.
- Hallaca: Pastel de harina de maíz que se envuelve en hojas de plátano. Se trata de un plato nacional que sufre algunos cambios de acuerdo a la región. En la capital se hace el guiso a partir de gallina y cochino, y se le añade papelón, mostaza, alcaparras y almendras. También puede incluir trozos de jamón y/o tocino.
- Asado negro criollo: Carne de res que se cuece hasta que se dore tomando un color casi negro. Se aliña con cebolla, ajos, pimentón y tomate bien picadito con los que se hace una salsa; lleva además otras especias como sal y pimienta. Se sirve acompañado de arroz blanco y la carne se corta en ruedas.
- Ensalada de gallina: Elaborada con papas, zanahorias, guisantes, cebollín, manzana y gallina o pollo desmenuzado. Es la típica acompañante de la hallaca.
- Majarete: Es un pudín de maíz, coco y papelón.
- Arroz con leche: Postre elaborado con arroz, leche, azúcar, clavo y conchas de limón.
- Dulce de lechoza: Lechoza verde, azúcar y conchas de naranja.
- Cocada: Bebida de coco tierno, agua de coco y leche, licuado todo con azúcar.
- Tacón señorial: Pan dulce y miel.
- Juan sabroso: Granjería hecha con batata y piña.
- Bienmesabe: Bizcocho en trozos que se remoja en vino dulce y luego se mezcla con un almíbar elaborado con leche de coco, huevos y azúcar.
- Torta bejarana: Postre de bizcochos de manteca, pan de horno rallado, queso blanco llanero, canela, vino dulce, mantequilla, clavos y papelón. Una leyenda romántica dice que esta torta fue inventada por dos esclavos de la colonia que obtuvieron su libertad cuando el Rey de España calificó su receta de exquisita.
- Quesillo: Pudín elaborado con huevos, leche, azúcar y sal, bañado de caramelo al gusto.
- Budín de mamey: Se hace a base de esta deliciosa fruta, azúcar, agua, ron, huevos, mantequilla, vainilla y bizcochuelo casero. Se sirve con crema batida.

## Turismo
Caracas, como capital, es una ciudad muy diversa, ya que cuenta con una gran cantidad de parques, plazas, arquitecturas modernas y coloniales, iglesias, paseos, bulevares, centros comerciales, etc. 

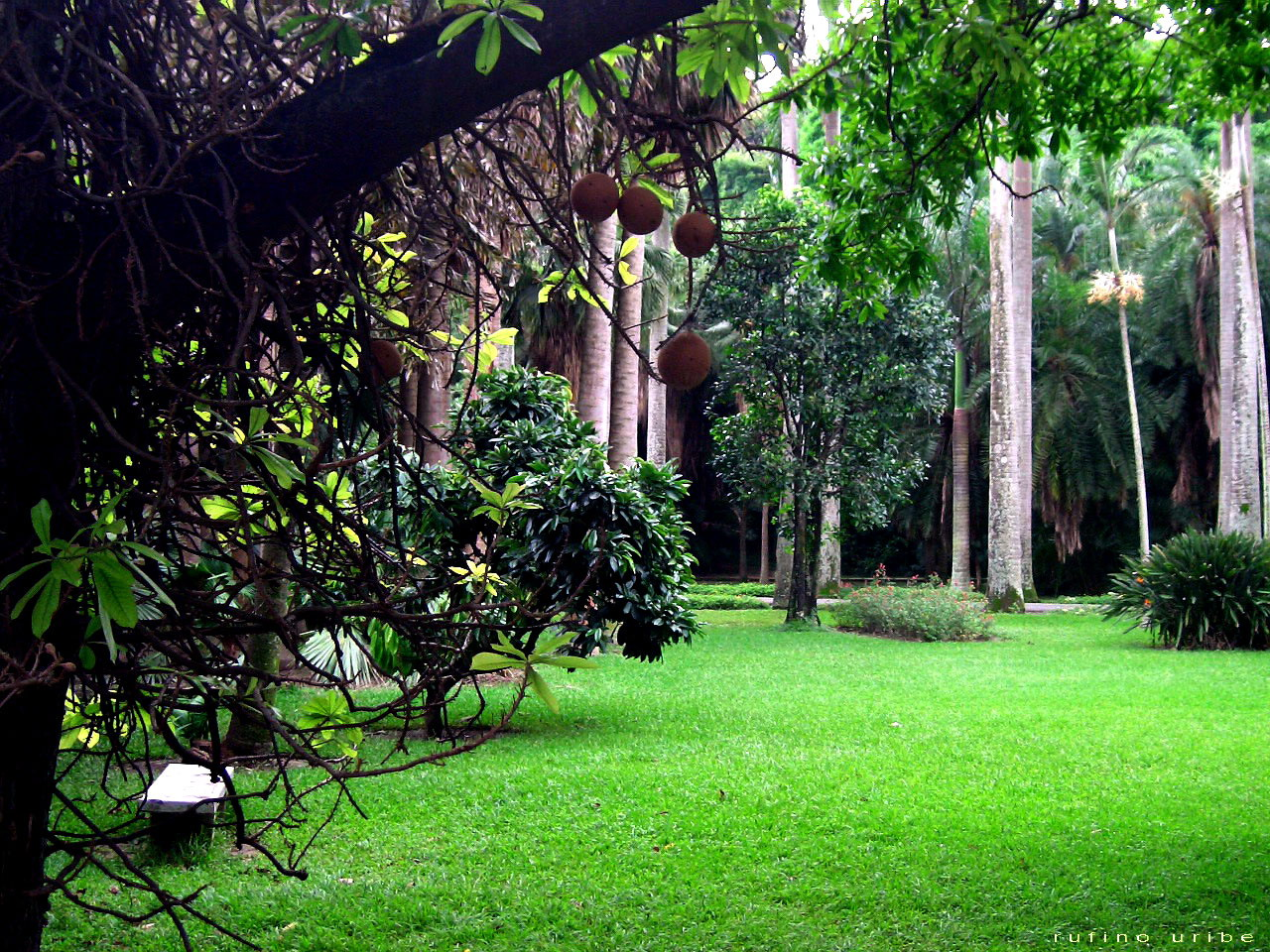
Jardín Botánico de la UCV

### Patrimonios

#### Naturales
- Jardín Zoológico El Pinar
- Parque El Calvario
- Parque Los Caobos
- Parque nacional Warairarepano
- Parque Vinicio Adames
- Parque Zoológico de Caricuao
- Jardín botánico de la Universidad Central de Venezuela

#### Edificados
- Templo de Caracas
- Catedral de Caracas
- Plaza Bolívar
- Palacio Municipal
- Palacio Federal Legislativo
- Teatro Municipal de Caracas
- Iglesia San Francisco

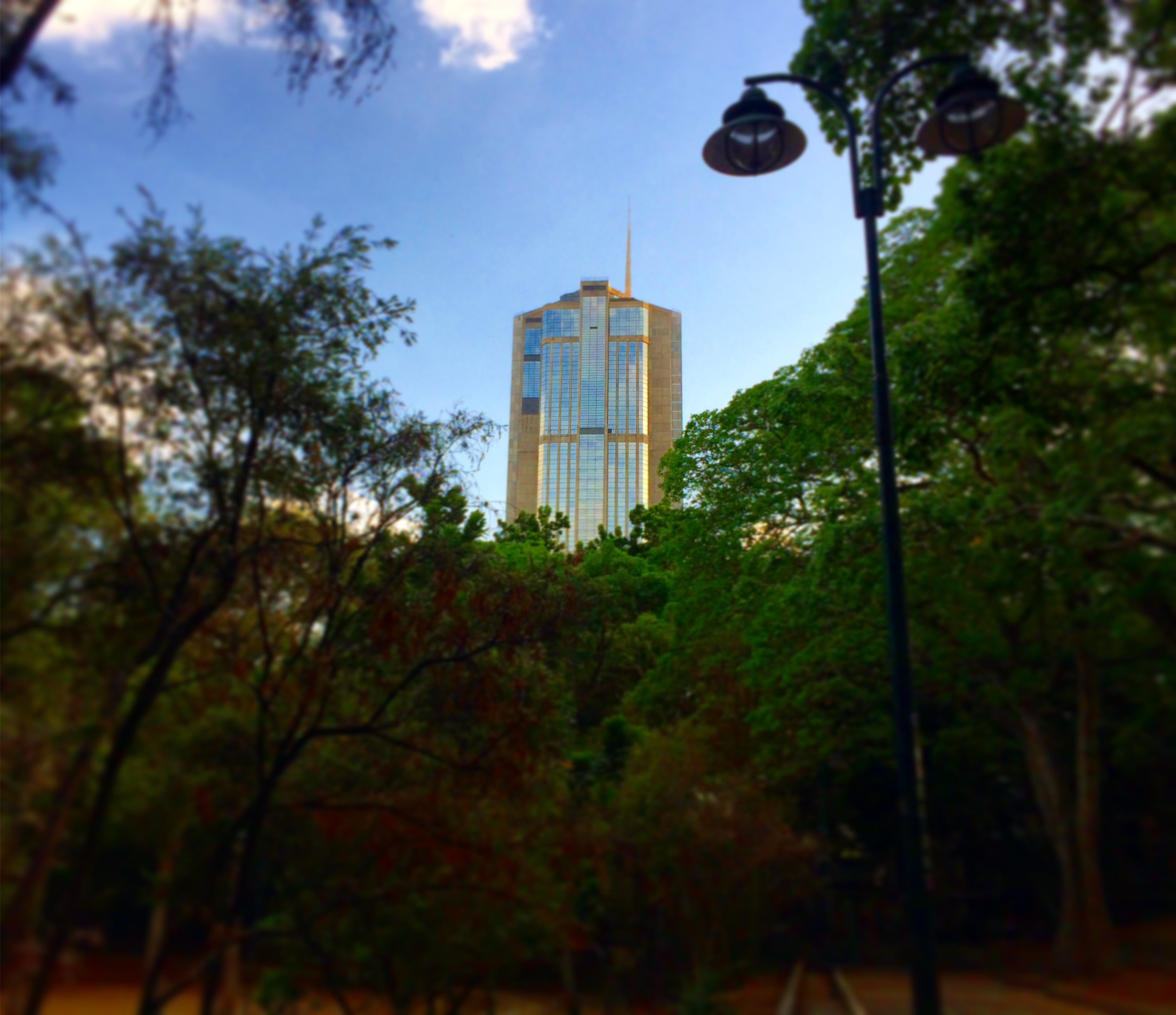
Parque central desde el Parque Los Caobos

- Casa Parroquial Iglesia San Francisco
- Torreta de San Jacinto
- Plaza El Venezolano
- Palacio de las Academias
- Centro Simón Bolívar
- Palacio de Miraflores
- Antigua Corte Suprema de Justicia
- Cuartel San Carlos

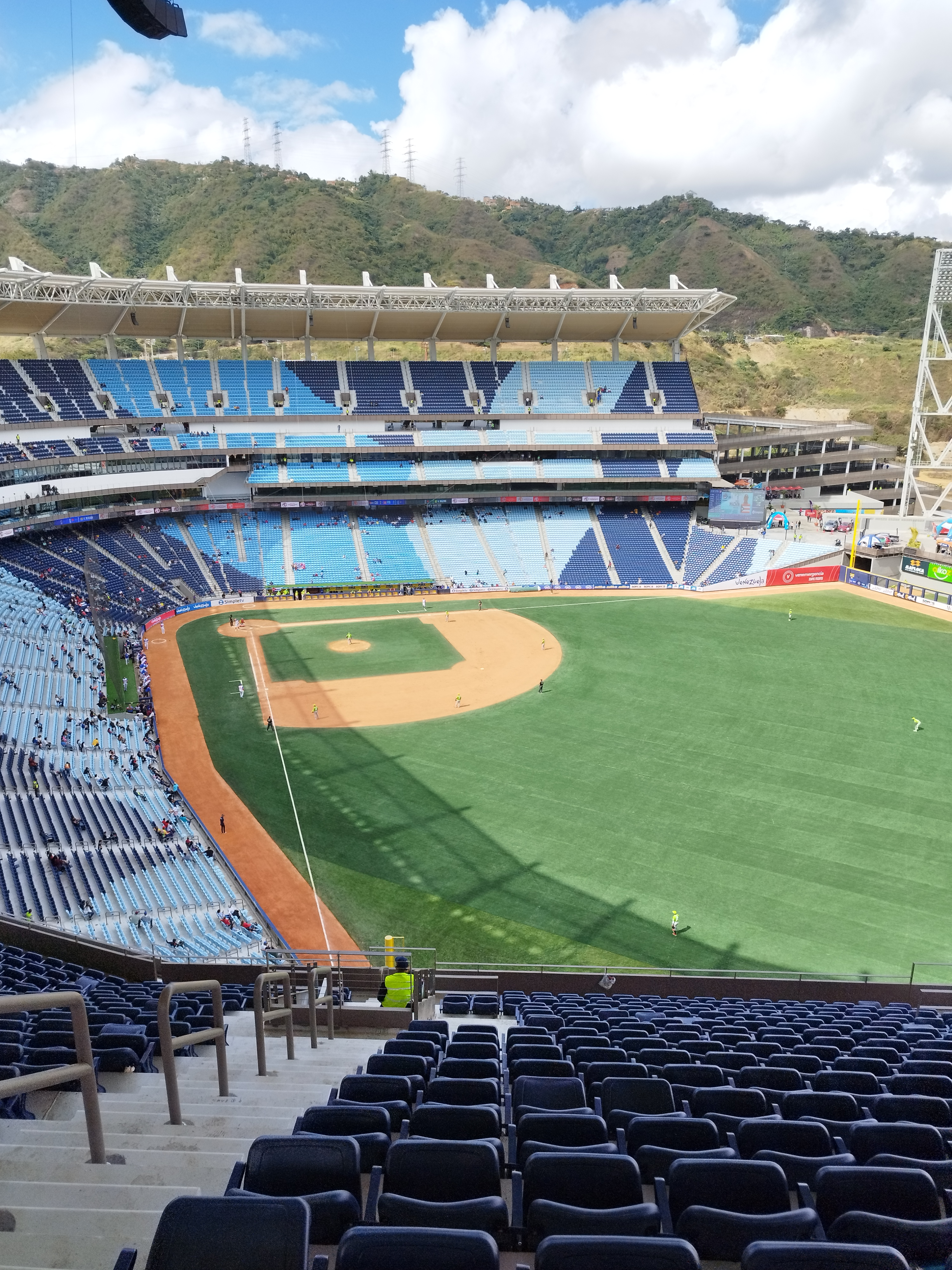
Estadio Monumental de Caracas, Distrito Capital

- Estadio Monumental de Caracas, Distrito CapitalCiudad Universitaria de Caracas (declarada por la UNESCO Patrimonio Cultural de la Humanidad en el 2000)
- Casa Natal del Libertador
- Correo de Carmelitas
- Plaza La Pastora
- Templo Masónico
- Biblioteca Nacional
- Panteón Nacional
- Estadio Monumental de Caracas